# Joaquim Claret i Vallès
Joaquim Claret i Vallès (Camprodon, 21 de novembre de 1879 - Olot, Nadal de 1964) fou un escultor català, que va destacar per la seva obra de petit format, inscrita en el moviment de relectura del classisme que es va dur a terme a l'Europa meridional durant el primer terç de segle xx. A cavall entre Catalunya i França, Claret participà de moviments artístics com el Noucentisme i el Nou classicisme francès. Claret rebé influències de l'art grecollatí i es va inspirar en l'univers popular mediterrani, però alhora va saber adaptar tot aquest material a les necessitats i llenguatges plàstics contemporanis. Amic d'Aristide Maillol, Maurice Denis, Josep Clarà o Enric Casanovas, la figura de Claret resulta molt interessant de cara a l'anàlisi de l'art modern d'arrel clàssica.

## Formació
Joaquim Claret i Vallès va néixer a la població de Camprodon (Ripollès) el novembre de 1879 fou el fill petit de set germans del matrimoni Francesc Claret i Coma i Teresa Vallès. La seva família regentava el Cafè "de Can Cisco", al cèntric Carrer València de Camprodon. Joaquim va mostrar molt aviat gran habilitat per les arts, i va ser inscrit el 1893 a la famosa Escola de Dibuix d'Olot (Garrotxa), dirigida pel pintor paisatgista Josep Berga i Boix i reformada feia poc per iniciativa del també pintor Joaquim Vayreda. Claret estudià a Olot tres anys, fins que el 1896 es va traslladar a Barcelona, per tal de continuar amb la seva formació a l'Escola de Llotja. En el decurs dels anys passats a Barcelona, treballà com ajudant a diversos tallers d'escultura, així com d'escenografia. Més tard, hagué de marxar a les Illes Canàries, on va realitzar el seu servei militar. Havent acabat, el 1901, va tornar a la península i passà cert temps entre les poblacions de Camprodon, d'Olot i de Figueres (Alt Empordà), treballant ja com a escultor.

## París
Joaquim Claret es va traslladar a París, llavors considerada la capital mundial de l'art i de la cultura, el 1906. Aviat entrà a treballar al taller del cèlebre escultor rossellonès Aristide Maillol, amb qui establí una relació d'amistat durant molts d'anys. Claret residí a París fins al seu casament el 1914, i durant aquell temps va freqüentar els cenacles artístics més importants del moment, si bé sempre es mantingué lluny de les avantguardes. El juliol de 1914, acabat de casar, va tornar a la seva regió natal per passar la seva lluna de mel, i es veié forçat a romandre a la zona atès l'esclat de la Primera Guerra Mundial. No fou fins al 1920 que l'escultor i la seva família pogueren tornar a França - gràcies als tràmits efectuats per Maillol i per Denis – i es van establir a Saint-Germain-en-Laye, població propera a París.
A França, Claret participà gairebé anualment als Salons de París, especialment al de la Société Nationale des Beaux-Arts. La seva primera exposició individual tingué lloc a les prestigioses galeries Bernheim-Jeune el 1921, i esdevingué un èxit tant de públic com de crítica. Durant aquests anys també va exposar a Catalunya, en ocasió de les exhibicions de "Les Arts i els Artistes" i de l'"Associació d'Escultors". Finalment, Claret va crear tres peces destinades a l'Exposició Internacional de Barcelona de 1929.

## Últims anys
Claret visqué a Saint-Germain de manera intermitent fins al 1940, quan les tropes alemanyes va envair París. En aquell moment, l'escultor comptava ja seixanta anys, de manera que decidí tornar a Olot i instal·lar-se a la vila. Treballà al taller d'imatgeria religiosa El Arte Cristiano fins a la seva jubilació. Joaquim Claret va morir a Olot el Nadal de 1964, a l'edat de vuitanta-cinc anys.

## Obra
Joaquim Claret destacà per les seves escultures de dimensions reduïdes, generalment femenines. Els materials que emprà per a la confecció de les seves obres foren variats, bo i sobresortint les terres cuites i les foses en bronze, encara que també va crear marbres mitjançant la tècnica de la talla directa.
D'altra banda, Claret va ser un aquarel·lista notable, particularment quan ja era gran i el treball físic necessari per a l'escultura se li feu més difícil. Es conserven, alhora, molts dibuixos de l'autor, apunts del natural i esbossos previs a les seves escultures.
Hom pot contemplar creacions de Claret als carrers i al cementeri de Camprodon, al Museu de la Garrotxa d'Olot, al Musée Départemental Maurice Denis de Saint-Germain-en-Laye (Yvelines, França) i al Cementiri de Montparnasse de París.